# Bytomski Sport Polonia Bytom
Il Bytomski Sport Polonia Bytom, meglio noto come Polonia Bytom, è una società calcistica polacca con sede nella città di Bytom. Fondato il 4 gennaio 1920, venne sciolto due anni dopo, per essere poi rifondato nel 1945. Milita nella I liga, la seconda serie del campionato polacco di calcio.
Il Polonia Bytom viene considerato la continuazione del Pogoń Lwów, infatti anche il suo logo e i suoi colori (blu e rosso) sono molto simili a quelli dello storico club polacco.

## Storia
Il 4 gennaio 1920 venne fondata un'associazione sportiva denominata Polonia Bytom a seguito dell'appello della commissione plebiscitaria polacca della città di Bytom, città industriale dell'Alta Slesia, assegnata alla Polonia al termine della prima guerra mondiale. Il 4 febbraio venne disputata la prima partita del club, un'amichevole contro il Pogoń Katowice. Nella primavera 1921 venne disputata la prima partita tra il Polonia Bytom e il Szombierki Bytom, primo di una serie di derby cittadini, sebbene nel 1921 Szombierki non era ancora parte della città di Bytom. La partita si concluse con la sconfitta del Polonia per 1-4. Poco dopo scoppiò la terza delle rivolte nella Slesia, che portò alla ripartizione della regione sulla base dei risultati del plebiscito dell'Alta Slesia, tenutosi nel marzo 1921, tra la Polonia e la Germania. Bytom divenne parte della Germania e, di conseguenza, nell'agosto 1922 il club venne sciolto e cessò le sue attività.
Nel maggio 1945 con la fine della seconda guerra mondiale e con la successiva riassegnazione della città di Bytom alla Polonia, venne rifondato il club come Towarzystwo Sportowe Polonia Bytom e il primo incontro ufficiale venne disputato il 29 maggio. Il club venne riattivato da membri della precedente associazione sportiva e buona parte dei calciatori provenivano dalla città di Leopoli, che era passata sotto il governo dell'Unione Sovietica. Tra questi Michał Matyas, Ryszard Koncewicz e Józef Słonecki, calciatori della storica Pogoń Lwów. Proprio dal Pogoń Lwów il rinato Polonia Bytom prese il logo e i colori sociali, il rosso e il blu, rappresentandone idealmente la continuazione.
Sia nel 1946 sia nel 1947 il campionato polacco venne organizzato sotto forma di coppa. Nel 1948 il campionato tornò al classico formato di girone unico e il Polonia Bytom vi prese parte. Il 14 marzo 1948 ebbe luogo la prima partita di campionato e il Polonia Bytom perse in trasferta per 1-3 dalla Legia Varsavia, nonostante qualche giorno prima avesse vinto per 5-1 un'amichevole contro lo Skra Częstochowa. La prima storica rete in campionato venne realizzata da Jan Wiśniewski. Nello stesso campionato venne disputata la prima di una serie di sfide contro il Ruch Chorzów, definito come il derby della Slesia più antico. Nel 1950 il club venne rinominato Ogniwo Bytom. Nel 1952 l'Ogniwo Bytom andò vicino alla conquista del campionato: concluse il proprio raggruppamento al primo posto, collezionando una sola sconfitta contro il Wisła Cracovia, e guadagnò l'accesso alla finale per la conquista del titolo. In finale affrontò il Ruch Chorzów: la prima partita, prevista per il 9 novembre, venne disputata in modalità amichevole a causa di una tempesta di neve che impedì il normale svolgimento della gara. La ripetizione della prima partita vide il 13 novembre il Ruch Chorzów vincere per 7-0, mentre la seconda partita il 16 novembre si concluse a reti inviolate, così che il Ruch conquistò il titolo. Nel 1954 l'Ogniwo Bytom vinse il campionato polacco, prevalendo in classifica su ŁKS e Ruch Chorzów grazie a una migliore differenza reti, dopo che le tre squadre avevano concluso il campionato a pari punti. Il 20 marzo 1955 il club decise di tornare alla denominazione Polonia Bytom. La stagione 1955, successiva alla vittoria del campionato, vide il Polonia Bytom concludere al penultimo posto in campionato e retrocedere, così, in II liga. Nel 1956 ci fu il pronto ritorno in I liga. Nonostante il sesto posto conquistato nella I liga 1957, il Polonia Bytom venne ammesso alla Coppa dei Campioni 1958-1959. Il sorteggio del primo turno vide i polacchi contrapposti agli ungheresi del MTK Budapest, che vinsero sia l'andata sia il ritorno per 3-0, accedendo agli ottavi di finale ed eliminando il Polonia Bytom dal torneo. In campionato, sia nel 1958 sia nel 1959 il Polonia Bytom concluse al secondo posto, ripetendo la stessa prestazione nel 1961, nuovamente alle spalle del Górnik Zabrze. Nel 1962 il campionato tornò ad avere due gironi: il Polonia Bytom vinse agevolmente il proprio raggruppamento e guadagnò l'accesso alla finale del campionato. In finale il Polonia affrontò il Górnik Zabrze, vincendo la prima partita per 4-1 e perdendo la seconda partita per 2-1, ma conquistando il titolo di campione di Polonia per la seconda volta nella propria storia. Grazie a questa vittoria, il Polonia Bytom ottenne l'accesso alla Coppa dei Campioni 1962-1963. Per il primo turno venne sorteggiato coi greci del Panathīnaïkos, vincendo l'andata per 2-1 e il ritorno per 4-1 e accedendo agli ottavi di finale. Gli ottavi misero di fronte al Polonia i turchi del Galatasaray, i quali vinsero l'andata per 4-1, mentre i polacchi vinsero il ritorno per 1-0, venendo però eliminati dalla competizione.
Per tutti gli anni sessanta il Polonia Bytom mantenne posizione di medio-alta classifica. Nella stagione 1963-1964 raggiunse la finale della Coppa di Polonia, perdendo per 2-1 dopo i tempi supplementari dal Legia Varsavia. Nella stessa stagione raggiunse anche la finale della Coppa Piano Karl Rappan, ma perdendo la finale per 1-0 dai cecoslovacchi dello Slovan CHZJD Bratislava. La stagione 1964-1965 vide il Polonia Bytom conquistare il suo primo trofeo internazionale, la Coppa Piano Karl Rappan. Dopo aver vinto il proprio girone, il Polonia è stato esentato dal partecipare agli ottavi di finale, accedendo direttamente ai quarti di finale dove ha affrontato i tedeschi dell'est del Karl-Marx-Stadt. Dopo aver perso l'andata per 2-0, i polacchi hanno vinto il ritorno per 4-1, conquistando l'accesso alle semifinali. In semifinale il Polonia ha affrontato i belgi del RFC Liégeois, perdendo l'andata per 1-0, ma ribaltando nel ritorno con una vittoria per 3-1. La finale ha visto contrapporsi il Polonia Bytom ai tedeschi dell'est del SC Lipsia: nella gara di andata l'SC Lipsia si è imposto per 3-0, ma nella gara di ritorno giocata allo Stadion Szombierek di Bytom il Polonia si è imposto per 5-1, conquistando il trofeo. Negli anni successivi il Polonia Bytom ottenne la vittoria del proprio girone nella Coppa Intertoto 1967 e nella Coppa Intertoto 1970, tornei che non avevano una fase finale, ma assegnavano un piccolo trofeo e una cospicua somma di denaro ai vincitori dei gironi.
Negli anni settanta le prestazioni del Polonia Bytom calarono, complici il ritiro di calciatori come Edward Szymkowiak e Jan Liberda e la cessione di Jan Banaś, così la squadra iniziò a lottare per evitare la retrocessione. Nonostante ciò, la squadra raggiunse la finale della Coppa di Polonia nell'edizione 1972-1973, perdendo nuovamente dalla Legia Varsavia, questa volta dopo i tiri di rigore. La retrocessione giunse al termine della stagione 1975-1976, ma venne seguita da un pronto ritorno in massima serie. Nella stessa stagione della promozione in I liga il Polonia Bytom raggiunse di nuovo la finale della Coppa di Polonia, ma anche in questa occasione venne sconfitto, questa volta dallo Zagłębie Sosnowiec per 1-0. Gli anni successivi segnarono un declino del club, infatti, la squadra concluse all'ultimo posto la I liga 1979-1980 e venne retrocessa in seconda serie. Dopo sei stagioni consecutive in II liga, il Polonia Bytom conquistò il primo posto e la promozione in I liga, ma la permanenza nella massima serie durò per la sola stagione 1986-1987, conclusa con un'altra retrocessione dopo aver perso lo spareggio salvezza contro l'Olimpia Poznań. Negli anni successivi in II liga il Polonia Bytom ha iniziato spesso la stagione da squadra favorita per la promozione, senza però riuscire a centrarla e rimanendo nelle posizioni di medio-alta classifica. Nel luglio 1997 il Polonia Bytom e il Szombierki Bytom si sono fuse, dando origine al Polonia/Szombierki Bytom, che ha partecipato al campionato di II liga 1997-1998, concluso al sesto posto. La fusione durò per una sola stagione a causa di malintesi tra i componenti le due società e nel mese di dicembre del 1998 la fusione venne sciolta e i due club tornarono a competere in maniera autonoma. Alla fine della stagione 2000-2001, dopo quattordici annate consecutive in II liga, il Polonia Bytom venne retrocesso per la prima volta nella sua storia in III liga, il terzo livello nazionale. La permanenza in III liga durò per quattro stagioni e con la stagione 2004-2005 il Polonia Bytom ottenne la promozione in II liga: concluse il girone 3 al secondo posto dietro allo Śląsk Breslavia e nei play-off sconfisse lo Szczakowianka Jaworzno. Dopo aver mantenuto la categoria ai play-off, il Polonia concluse al terzo posto la II liga 2006-2007, nonostante i tre punti di penalizzazione impostigli dalla federazione per motivi finanziari, e, grazie al declassamento di Arka Gdynia e Górnik Łęczna, venne promosso in I liga. Il ritorno in massima serie vent'anni dopo la precedente partecipazione vide il Polonia conquistare la salvezza, per poi concludere al settimo posto la stagione 2008-2009, la prima della massima serie come Ekstraklasa, nonché miglior risultato degli ultimi trentanove anni, nonostante la stagione fosse iniziata con problemi finanziari tali da mettere in dubbio l'ottenimento della licenza di partecipazione al campionato. Anche la stagione 2009-2010 registrò un'ottima prestazione del Polonia Bytom, che concluse l'annata nuovamente al settimo posto. Nella stagione 2010-2011 il club concluse al sedicesimo ed ultimo posto, venendo così retrocesso in I liga. Due anni dopo arrivò anche la retrocessione in II liga e nel 2014 la retrocessione in III liga per la mancata concessione della licenza di partecipazione alla II liga. Nonostante il pronto ritorno in II liga, nella stagione 2016-2017 il Polonia Bytom venne prima penalizzato di otto punti per violazioni nelle disposizioni sulla licenza e poi retrocesso direttamente in IV liga. Nel 2019 il club conquistò la promozione in III liga.

## Stadio
Il giocatore più famoso del Polonia Bytom fu Edward Szymkowiak. A lui è stato intitolato lo stadio della squadra polacca, che poteva contenere fino a 15 000 spettatori.

## Palmarès

### Competizioni nazionali
- Campionato polacco: 2

1954, 1962
- Campionato polacco di seconda divisione: 4

1950, 1956, 1976-1977, 1985-1986

### Competizioni internazionali
- Coppa Piano Karl Rappan / Coppa Intertoto: 3[12]

1964-1965, 1967, 1970

### Altri piazzamenti
- Campionato polacco:

Secondo posto: 1958, 1959, 1961
Terzo posto: 1965-1966, 1968-1969
- Coppa di Polonia:

Finalista: 1963-1964, 1972-1973, 1976-1977
- Coppa Piano Karl Rappan:

Finalista: 1963-1964

## Statistiche e record

### Partecipazione ai campionati
| Livello | Categoria   | Partecipazioni | Debutto   | Ultima stagione | Totale |
| ------- | ----------- | -------------- | --------- | --------------- | ------ |
| 1º      | I liga      | 31             | 1948      | 2007-2008       | 34     |
| 1º      | Ekstraklasa | 3              | 2008-2009 | 2010-2011       | 34     |
| 2º      | II liga     | 25             | 1950      | 2006-2007       | 27     |
| 2º      | I liga      | 2              | 2011-2012 | 2012-2013       | 27     |
| 3º      | III liga    | 4              | 2001-2002 | 2004-2005       | 7      |
| 3º      | II liga     | 3              | 2013-2014 | 2016-2017       | 7      |
| 4º      | III liga    | 2              | 2014-2015 | 2019-2020       | 2      |
| 5º      | IV liga     | 2              | 2017-2018 | 2018-2019       | 2      |

### Partecipazione alle coppe europee
| Competizione            | Partecipazioni | Debutto   | Ultima stagione | Totale |
| ----------------------- | -------------- | --------- | --------------- | ------ |
| Coppa dei Campioni      | 2              | 1958-1959 | 1962-1963       | 2      |
| Coppa Piano Karl Rappan | 3              | 1963-1964 | 1966-1967       | 3      |
| Coppa Intertoto         | 4              | 1970      | 1975            | 4      |

## Organico

### Rosa 2016-2017
| N. |                       | Ruolo | Calciatore               |
| -- | --------------------- | ----- | ------------------------ |
| 1  | Polonia (bandiera)    | P     | Marcin Michalak          |
| 3  | Slovacchia (bandiera) | D     | Peter Jánošík            |
| 5  | Polonia (bandiera)    | D     | Marek Szyndrowski        |
| 7  | Polonia (bandiera)    | C     | Seweryn Pielichowski     |
| 8  | Polonia (bandiera)    | C     | Michał Chrabąszcz        |
| 9  | Polonia (bandiera)    | D     | Michał Szal              |
| 10 | Polonia (bandiera)    | C     | Bartlomiej Setlak        |
| 12 | Croazia (bandiera)    | P     | Matko Perdijić           |
| 13 | Polonia (bandiera)    | C     | Wojciech Mróz            |
| 14 | Polonia (bandiera)    | C     | Piotr Ceglarz            |
| 15 | Polonia (bandiera)    | D     | Aleksander Januszkiewicz |
| 17 | Polonia (bandiera)    | C     | Patryk Stefański         |
| 19 | Polonia (bandiera)    | D     | Mateusz Słodowy          |

| N. |                    | Ruolo | Calciatore           |
| -- | ------------------ | ----- | -------------------- |
| 20 | Polonia (bandiera) | C     | Kamil Zalewski       |
| 21 | Polonia (bandiera) | C     | Sławomir Musiolik    |
| 22 | Polonia (bandiera) | A     | Arkadiusz Kowalczyk  |
| 23 | Polonia (bandiera) | C     | Marcin Lachowski     |
| 24 | Polonia (bandiera) | D     | Lukasz Rylukowski    |
| 27 | Polonia (bandiera) | D     | Wojciech Jurek       |
| 28 | Polonia (bandiera) | C     | Jakub Kuzdra         |
| 29 | Polonia (bandiera) | A     | Krystian Tomaszewski |
| 30 | Polonia (bandiera) | D     | Norbert Radkiewicz   |
| 33 | Polonia (bandiera) | P     | Adrian Olszewski     |
|    | Polonia (bandiera) | D     | Dawid Skrzypiński    |
|    | Polonia (bandiera) | C     | Daniel Lika          |
|    | Polonia (bandiera) | A     | Jakub Zmuda          |